# Kostel Narození Panny Marie (Mostowice)
Kostel Narození Panny Marie je římskokatolický filiální kostel v polské obci Mostowice. Mostowice sousedí s českou obcí Orlické Záhoří.

## Historie
Jednolodní kostel byl vybudován v roce 1782 se stylu pozdního baroka.

## Architektura
Půdorys kostela je obdélníkový, věž v západním průčelí je zakončena cibulovitou kupolí. Strop je dřevěný, plochý

## Interiér
Hlavní i boční oltáře pochází z konce osmnáctého století, křížová cesta je z 19. století.

## Okolí
Kostel je obklopen nízkou zídkou. Před kostelem je památník obětem 1. světové války a socha sv. Jana Nepomuckého.

## Bohoslužby
Pravidelné bohoslužby se konají v neděli v 9.00.

## Galerie

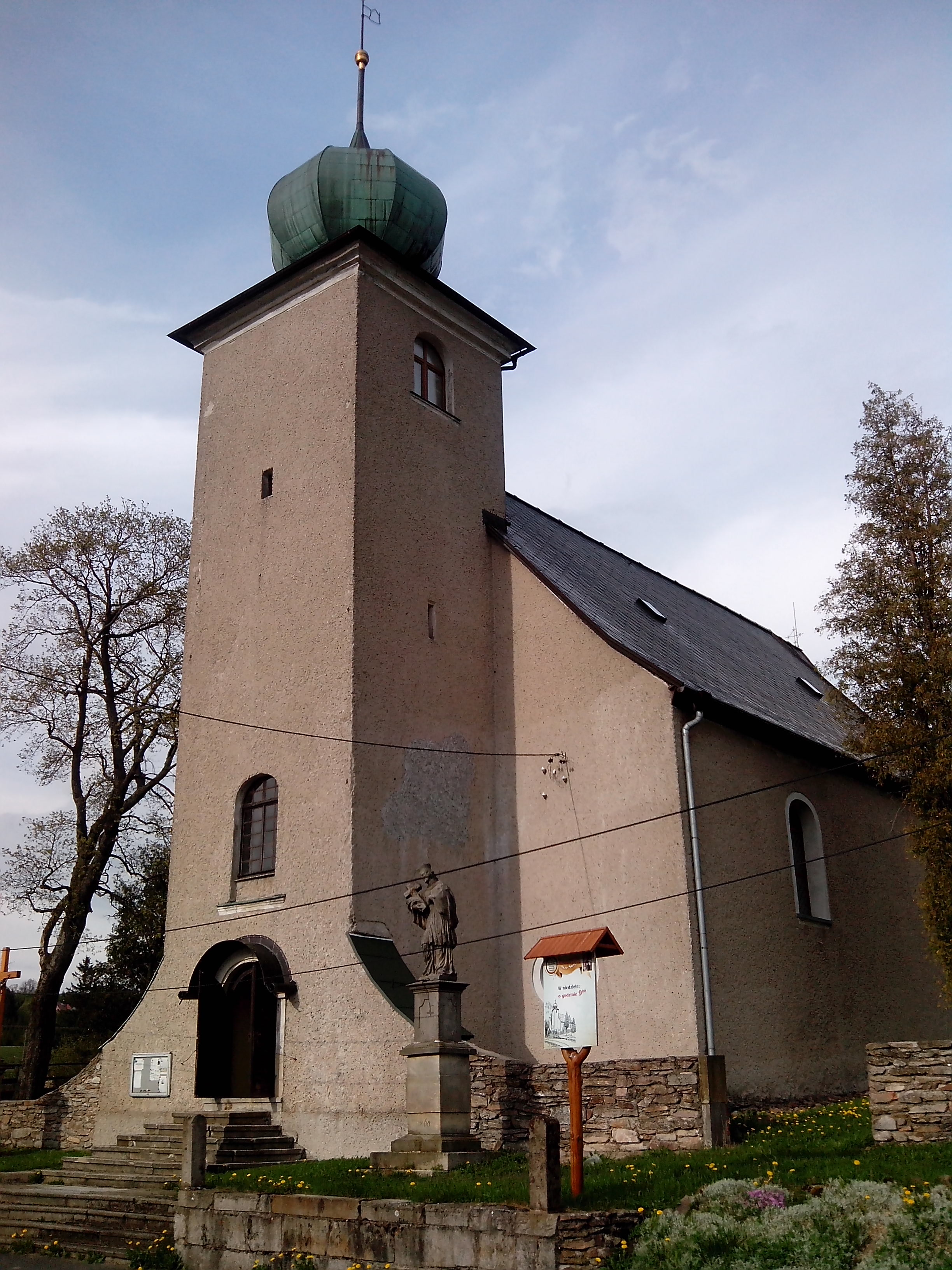
Kostel
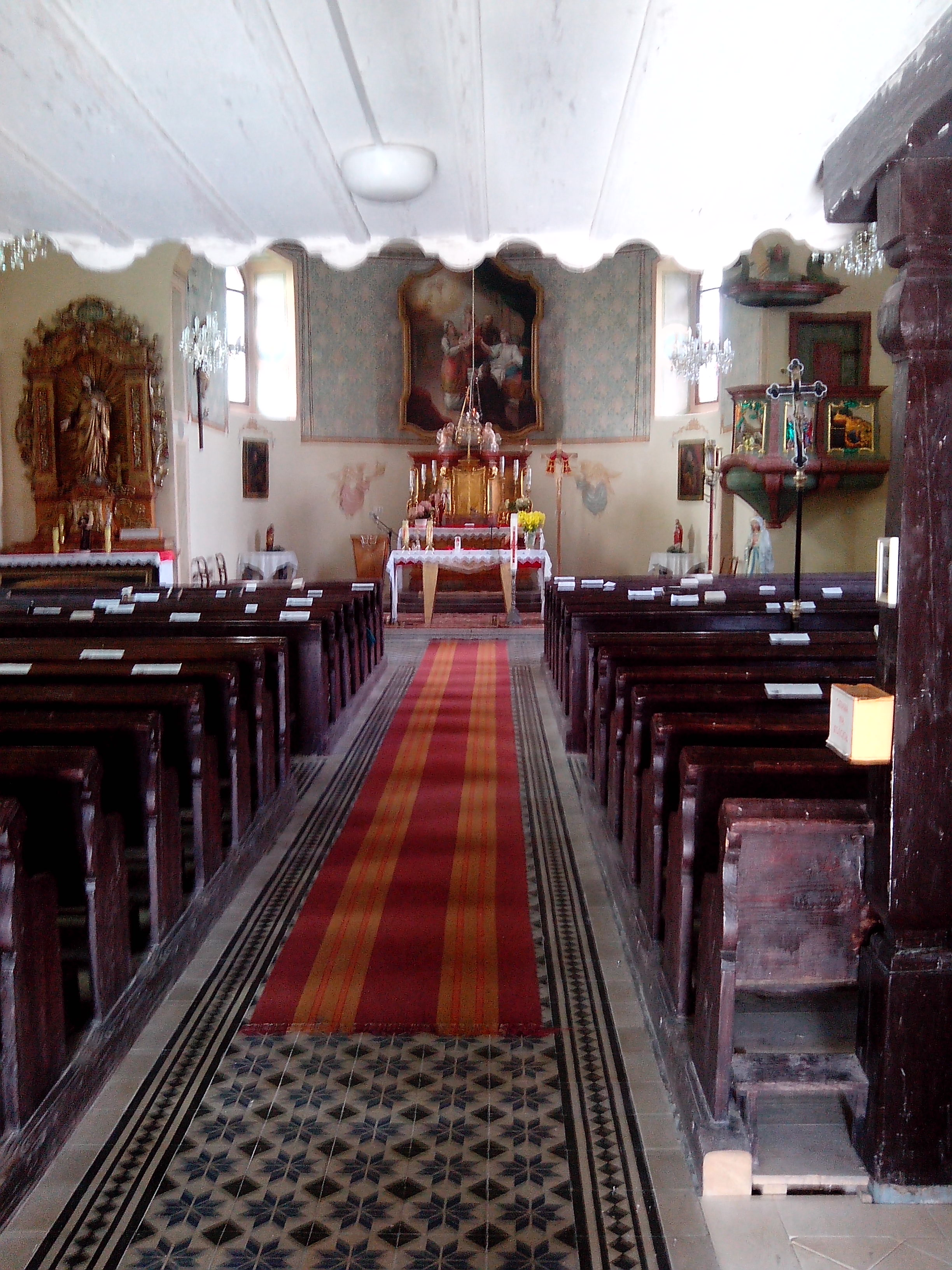
Interiér
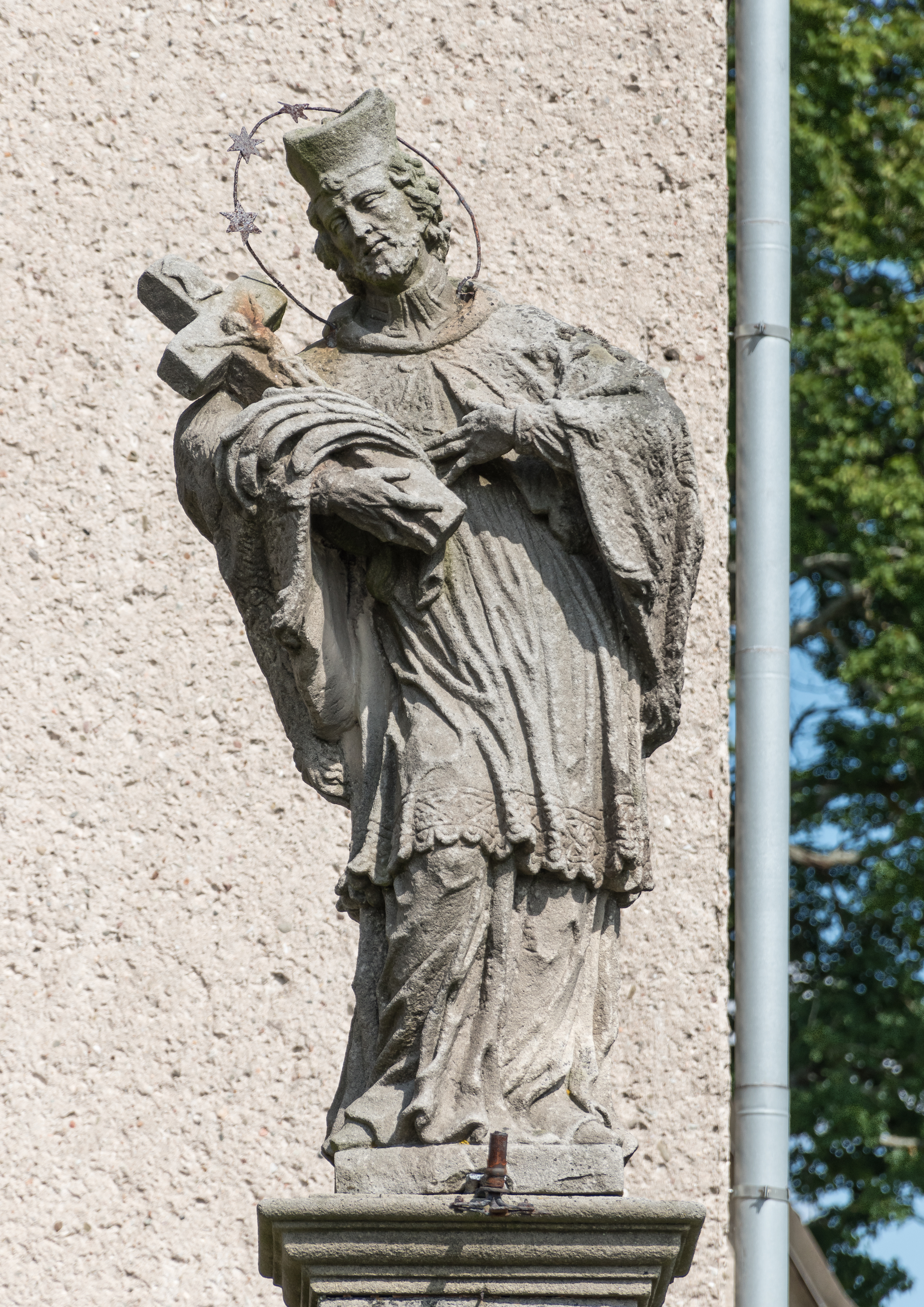
Socha sv. Jana Nepomuckého